# Platygenia exarata
Platygenia exarata är en skalbaggsart som beskrevs av Hermann Rudolph Schaum 1848. Platygenia exarata ingår i släktet Platygenia och familjen Cetoniidae. Inga underarter finns listade i Catalogue of Life.